# منظمة المجتمع العلمي العربي
منظمة المجتمع العلمي العربي اختصار: ارسكو (بالإنجليزية: arsco)‏ هي منظمة عربية علمية مستقلة وغير هادفة للربح، مكرّسة لتوطين العلم، وتعزيز التميز فيه، وجعله جزءاً لا يتجزّأ من ثقافة الأمة. وتعزيز المحتوى العلمي العربي على الإنترنت. تأسست عام2010 في قطر.

### الرسالة:
خلق مجتمع علمي عربي رفيع المستوى، يكون قادراً على تأصيل الإنتاج العلمي، وتوطين العلم وامتلاكه، وتنمية التراكم المعرفي، وتعظيم الاستفادة منه ليثمر نهضة عربية شاملة كافة المجالات. والمنظمة تسعى لخلق الروابط البينية وتقويتها بين أفراد ومؤسسات المجتمع العلمي العربي من جهة، وتجسير الهوّة بين ذلك المجتمع العلمي ومجتمعه الكبير، ليعمل كل من جهته يداً بيد لخلق الوعي، ولتحقيق التنمية، وبناء المستقبل الأفضل.

### القيم:
- الاستقلالية عن أيّ انتماءٍ سياسي.
- النزاهة العلمية والصدق والجودة والاحترام.
- الالتزام بمبادئ وأخلاق البحث العلمي الرصين والمتميز.
- الالتزام بدعم استخدام اللغة العربية الفصحى والعلمية.[5]

### الأهداف:
1. دعم التميّز في البحث العلمي الموثوق.
2. السعي لتوصيل نتائج العلم إلى متّخذي القرار وواضعي السياسات العلمية.
3. ربط العلوم بالمجتمع ونشر الثقافة العلمية.
4. دعم اللغة العربية العلمية.
5. تأصيل العلم وتأريخه، وتبيان دور الحضارة العربية الإسلامية في المعارف الإنسانية.[5]

## أنشطة المنظمة
وكل أنشطة المنظمة تتوالف وتتعاضد لتحقيق رسالتها والأهداف التي وضعَتها، من خلال خطة استراتيجية مرسومة بعناية. ومن تلك الأنشطة على سبيل المثال:
- نشر الأخبار والثقافة العلمية في أوساط العلميين وغير العلميين في الدول العربية، من خلال الموقع الرئيسي للمنظمة.
- إصدار مجلة علمية محكمة وتصدر باللغة العربية، بعنوان "المجلة العربية للبحث العلمي" (اجسر). نُشر أول عدد في فبراير 2020.[6]
- إصدار العديد من الكتب والدراسات والإحصائيات المتعلقة بالعلم في الدول العربية، لباحثين عرب ومن إصدارات وحدة الدراسات والبحوث التابعة للمنظمة (نبراس).[7]
- تنظيم جائزة سنوية تشجيعية خاصة لشباب الباحثين العرب.[8]

## روابط
- الموقع الرسمي
- موقع المجلة العربية للبحث العلمي -أجسر
- موقع نبراس
- موقع جائزة أرسكو